# Empis soror
Empis soror är en tvåvingeart som beskrevs av Collin 1937. Empis soror ingår i släktet Empis och familjen dansflugor. Inga underarter finns listade i Catalogue of Life.